# Tricoceps argutus
Tricoceps argutus är en insektsart som beskrevs av Capener 1966. Tricoceps argutus ingår i släktet Tricoceps och familjen hornstritar. Inga underarter finns listade i Catalogue of Life.